# Ноксвил
Ноксвил (на английски: Knoxville) е град в щата Тенеси, САЩ. Ноксвил е третият по население град в щата след Мемфис и Нашвил с население от 180 130 жители (2005) и обща площ от 254,10 км² (98,10 мили²).

## Личности
- Куентин Тарантино, продуцент, сценарист, режисьор и актьор, р. 27 март 1963 г.
- Джони Ноксвил, продуцент, режисьор и актьор, р. 11 март 1971 г.